# Periodo arcaico de Egipto
El Período Arcaico de Egipto, también llamado Época Tinita (por su capital, Tinis) o Período Dinástico Temprano (c. 3150-2890 a. C.), es el comienzo de la historia dinástica del Antiguo Egipto.
Según el historiador egipcio Manetón (siglo III a. C.), la capital del Imperio durante este tiempo fue Tinis, o Tis.
En esta época gobernaron solo dos linajes de reyes, denominados primera y segunda dinastía; los primeros faraones se consideran los unificadores de Egipto.

## La expansión de la monarquía
En los inicios de este período se empieza a vislumbrar el sistema de organización estatal que sería casi constante en toda la historia del Antiguo Egipto. En esta época parece ser que la capital se trasladó desde Nejen (en griego Hieracómpolis), capital antigua del Alto Egipto, hasta Menfis, situada cerca de donde el río Nilo se abre en varios brazos formando el delta.
La monarquía poseía un destacado carácter militar, el rey en persona o sus delegados mantenían a la raya a los nómadas (en general libios de la frontera occidental), a su vez aseguraban, en el sur y el este, el control de las minas (de oro y piedras preciosas). Egipto avanzó hacia la Primera Catarata, absorbiendo las ciudades de Elefantina y Siena (actual Asuán), puntos estratégicos para la expansión hacia Nubia, de poco desarrollo agrario pero con importantes centros mineros y comerciales.
Del segundo faraón, Aha, se tiene constancia de expediciones a Nubia. En cuanto a los nómadas, se sabe que Aha recibió tributo de los libios, y que su sucesor Dyer realizó expediciones hasta el mar Rojo. Estas expediciones estaban generalmente vinculadas con la posesión de la explotación de las minas de la región. También constan campañas en época de Den al Sinaí para el control de las minas y contra los libios.
El Estado dirigía una política cultural hacia la asimilación mutua entre el Alto Egipto, de donde provenía la monarquía y el Bajo Egipto. Esto se realizaba mediante:
- La adopción por parte del faraón de simbolismos del norte y del sur, como la corona Roja del Bajo Egipto y la Blanca del Alto Egipto.
- Celebraciones simbólicas de la unificación, atestiguadas en el reinado de Aha.
- Alianzas matrimoniales: Dos reinas, Neithotep (de Aha) y Merytneit (de Dyer y regente de su hijo Dyet), poseen en su nombre el de la diosa guerrera Neit, oriunda de la ciudad de Sais, en el Bajo Egipto; tal vez se trataba de matrimonios mixtos entre el rey y miembros de la nobleza de Sais. Esto también es prueba del peso político y religioso de la ciudad de Sais. Los matrimonios mixtos también se realizaban entre la nobleza.
- Construcción de templos en el Bajo Egipto.
- Asimilación de estilos arquitectónicos del norte y del sur, especialmente en las tumbas reales. Estas se situaban tanto en Abidos (Alto Egipto) como en Saqqara (Bajo Egipto).

## Economía y sociedad
La economía egipcia está íntimamente vinculada con el aparato político. Los faraones promovían obras de canalización para riego, aumentando el rendimiento agrícola, posibilitado por un estado fuerte y unificado, aunque pronto se vería envuelto en guerras civiles, que serán detalladas más tarde. Según algunos autores, en un primer momento los nomarcas eran funcionarios que organizaban construcción de canales, aunque tienen apariencia de ser jefes locales más que funcionarios; en cualquier caso pronto se transformarían en gobernadores de las provincias o nomos. Las fuentes griegas posteriores recogen tradiciones que afirman la construcción de Menfis, la capital, por el primer faraón (llamado por ellos Menes); aunque el dato sea poco fiable, la arqueología atestigua la construcción de Menfis por esta época (c. 2900 a. C.), y por lo tanto el desarrollo urbano, lo que concuerda con el desarrollo agrario, que provoca mayor acceso a productos alimenticios y crecimiento de la población. Además, Saqqara, cerca de Menfis, era uno de los principales centros de enterramiento real. El comercio era cada vez más amplio, teniendo dos principales corrientes: Nilo arriba (Nubia) y hacia el llamado Levante (franja costera más oriental del Mediterráneo, que incluye los actuales Israel, Jordania, Líbano, Siria y los Territorios Palestinos). El comercio con Nubia era predominantemente terrestre, ya que las sucesivas cataratas impiden la navegación mucho más allá de Elefantina, en la frontera con Nubia. El Levante era su principal fuente de madera. Del final del período arcaico se hallaron restos de cerámica que muestran barcos con remos. De esto se podría deducir que en esta época se produjo una revolución tecnológica, y también el aumento del comercio, tanto porque los barcos servían para el transporte de mercancías, como porque la madera provenía del Levante (especialmente del actual Líbano). En cuanto a Nubia y el frente Sur y Este, la expansión militar aseguraba la explotación minera de la piedra y el oro.

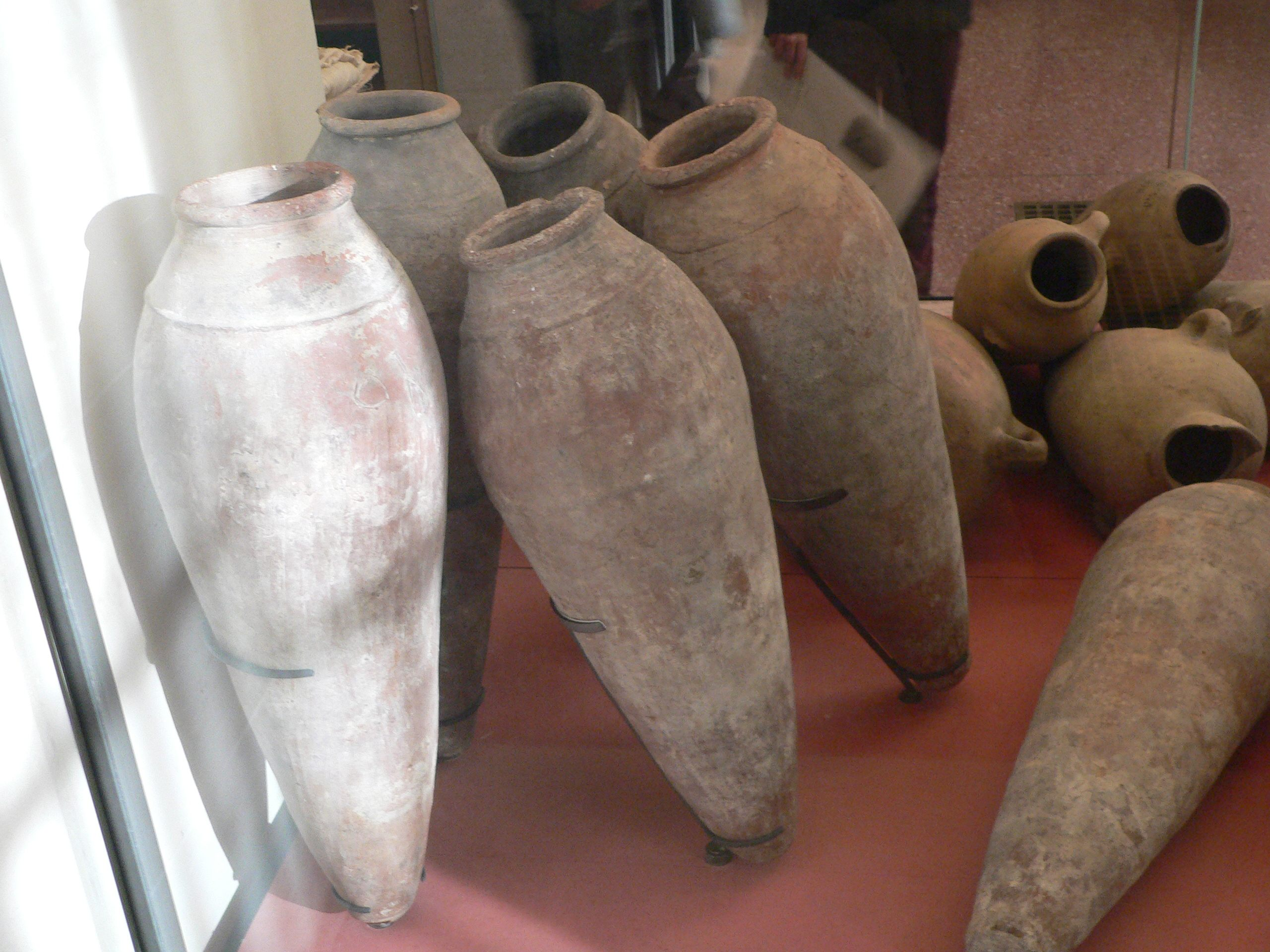
Recipientes para almacenar vino, de época tinita. Abidos.

El comercio internacional servía para satisfacer demandas de primera necesidad de madera, piedra y metales para producción de bronce, así como de artículos de lujo, incluidos metales y piedras preciosas. Además, por motivos sociales, como el culto funerario y la ostentación y políticos, como la demostración de poder, había gran demanda local para la construcción de objetos funerarios, estatuas reales y todo tipo de monumentos, que era satisfecha mediante la presencia militar en áreas productivas.
En cuanto a la satisfacción de las necesidades básicas de la población, la producción alimenticia llegaba en forma de impuestos al aparato político, almacenándose en los llamados silos reales, y posteriormente era distribuido entre la población no rural. En este sector se comenzaban a constituir los artesanos, dedicados en modo particular al trabajo de madera y metal. El resto de la población la constituía el sector dedicado al comercio - fluvial e internacional -  y la que formaba parte del aparato político -ejército, burocracia, familia real -.

## Religión
En esta época los dioses locales de las ciudades y centros religiosos comenzaron a tomar importancia nacional, muchas veces mediante el llamado sincretismo o asimilación de dioses y cultos de distintos orígenes. Uno de los casos más relevantes es el de Osiris, un dios benefactor relacionado con la fertilidad, el comercio y, sobre todo, la vida después de la muerte, originario de la ciudad bajo-egipcia de Busiris, que fue asimilado con un dios de características similares de la ciudad alto-egipcia de Abidos, ciudad que consolidó su autoridad como centro religioso y funerario (allí eran enterrados los faraones), más aún al adoptarse a Osiris y a su hijo Horus dentro del simbolismo de la realeza.
Posiblemente, en esta época se comenzó a gestar el mito de las guerras entre Osiris y Horus contra Seth, aunque su redacción definitiva es posterior.

## Indicios de conflictos internos
Parecen relacionarse, en un modo simplificado, con una oposición del Bajo Egipto al centralismo de la monarquía del Alto Egipto. Ya se comienzan a evidenciar en el reinado de Adyib, quien al parecer tuvo que enfrentar rebeliones en el Bajo Egipto, a pesar de algunas señales de acercamiento, como su matrimonio con una menfita. Su sucesor, Semerjet, parece ser un usurpador. Ambos reyes, así como un tercero, Qaa, fueron enterrados, como sus antecesores, en Abidos (Alto Egipto); además de Qaa se conoce una estela en la que utiliza símbolos como el dios Horus (hijo de Osiris y por lo tanto relacionado con Abidos) y la Corona Blanca del Alto Egipto, en lugar de la Corona Doble.
Todo ello evidencia una inclinación de la monarquía hacia el Alto Egipto y un proceso de sedición por parte del Bajo. Si bien estos indicios se diluyen en los reinados de sus sucesores Hotepsejemuy (quien incluso fue enterrado en Saqqara, en el Bajo Egipto) y Nebra, serían antecedente de disturbios más graves ocurridos algo más tarde.
Peribsen eliminó al dios Horus de la simbología real y lo reemplazó por el dios Seth, lo recuerda al mito de la guerra entre Horus y Seth. Así, da la impresión que la guerra civil desencadenada bajo su sucesor Jasejem poseía un marcado carácter religioso, siendo una guerra entre seguidores de uno y otro dios. 
La rebelión llegó a atacar la ciudad de Nejet, antiguo centro religioso de la monarquía del Alto Egipto, lo que da una idea de su magnitud. Finalmente Jasejem se impuso, como lo demuestran los relieves de las bases de dos estatuas, en las que se muestran los enemigos muertos y en las que el rey es representado significativamente con la Corona Blanca del Alto Egipto. Tanto el cambio de nombre de Jasejem (que significa «un poder») a Jasejemuy («dos poderes»), como el regreso a la simbología de Horus tras las modificaciones de Peribsen, nos inducen a pensar que los rebeldes del norte tomaban como emblema al dios Seth, en contraposición al Horus de la monarquía.[cita requerida]

## El origen de las ciudades del mundo mediterráneo
La historia de Egipto se inicia con el desarrollo de poblados agrícolas y ganaderos en el fértil valle del Nilo, en las mesetas cercanas al río, que paulatinamente se transformaron en asentamientos fluviales con el fin controlar los sistemas de irrigación. El río Nilo era la gran vía de comunicación constituyendo el principal elemento vertebrador del territorio.
Estas ciudades se conformaron con calles paralelas al río, cruzadas por otras perpendiculares que desembocaban en él, casi siempre formando ángulos rectos, originando, de forma natural, los primeros trazados urbanos ortogonales (plan hipodámico).
En el milenio III a. C. surgen en Egipto más de treinta ciudades, a lo largo del valle y el delta del Nilo. Este es el nombre actual, o helenizado, de estas nuevas ciudades (o sus necrópolis), por orden alfabético: 
Abidos, Abu Gurab, Abu Roash, Abusir, Ajmin, Acoris, Amra, Armant, Asiut, Atribis, Bet Jalaf, Beni Hassan, Buhen, Buto, Coptos, Dendera, Edfu, Elefantina, El Badari, El Kab, Gerzeh, Guiza, Heliópolis, Heracleópolis, Hermópolis, Hermontis, Hieracómpolis, Hiu, Kom Abu Billo, Kom el-Hisn, Kom Ombo, Menfis, Naqada, Qina, Qus, Saqqara, Siena, Tasa, Tarjan, Tebas, Tinis y Tod.

## Cronología del periodo arcaico de Egipto
Cronología estimada por los siguientes egiptólogos: 
Primer faraón: (Menes) 
- Narmer
  - 3150-3125 (Grimal);
- Aha
  - 3007-2980(von Beckerath),
  - 3000-2980 (Schneider y Krauss),
  - 2972-2939 (Malek).

Último faraón: 
- Jasejemuy
  - c. 2740 (Krauss),
  - 2714-2687 (Redford),
  - 2709-2682 (von Beckerath),
  - 2690-2663 (Dodson),
  - 2674-2647 (Malek).

Véase: Cronología del Antiguo Egipto